# Synagoge (Rohrbach)

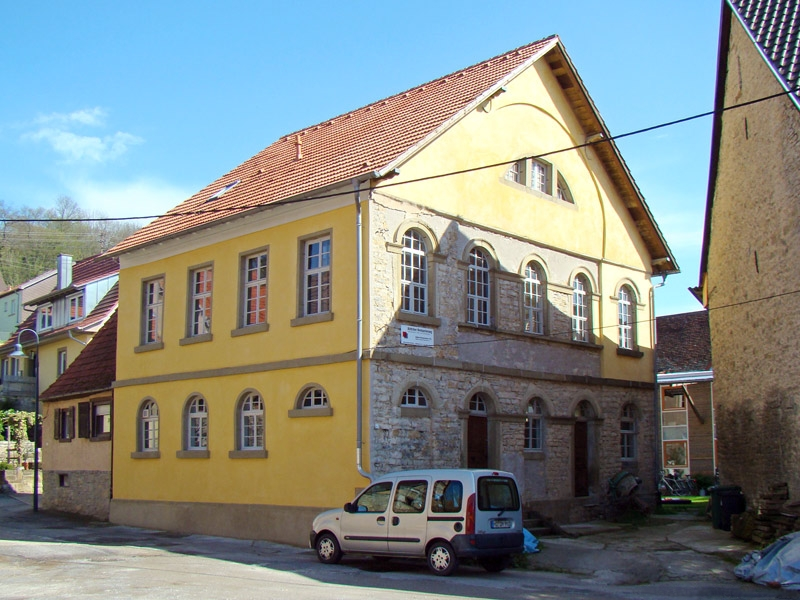
Ehemalige Synagoge in Rohrbach

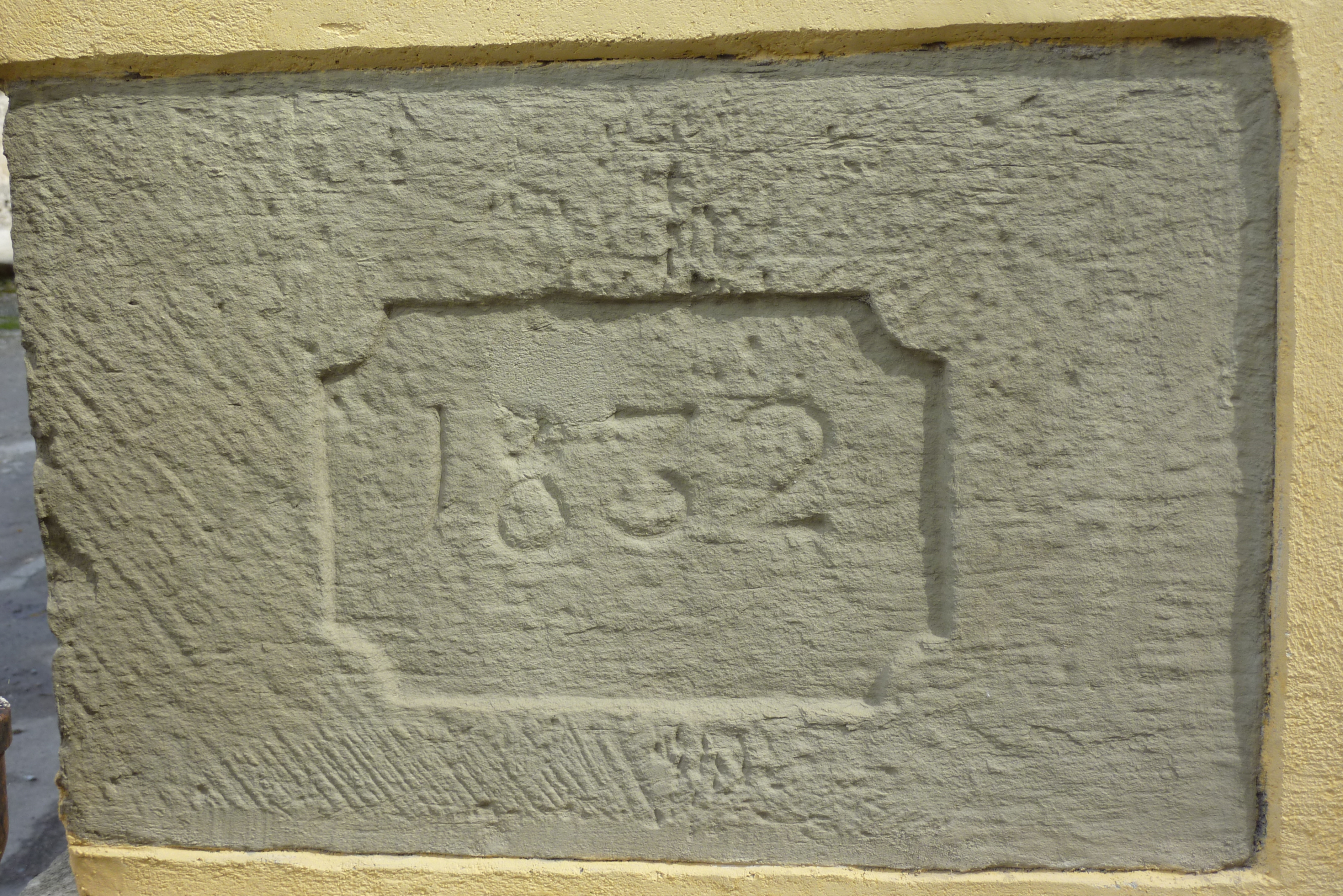
Grundstein der Synagoge

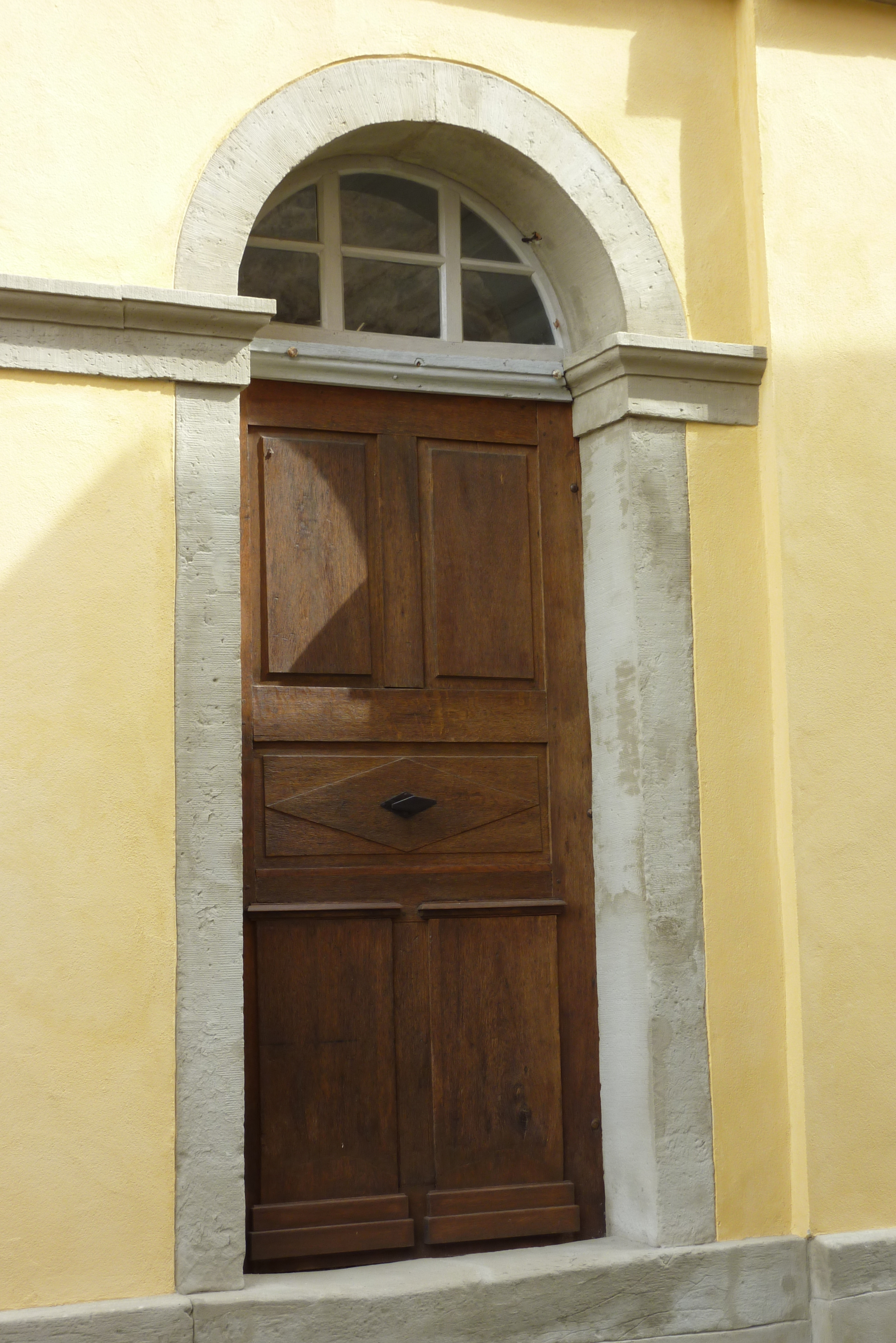
Eingangstür

Die ehemalige Synagoge in der Heilbronner Straße 43 in Rohrbach, einem Stadtteil von Sinsheim im Rhein-Neckar-Kreis im nördlichen Baden-Württemberg, wurde in den Jahren 1832/33 errichtet. Das Gebäude blieb bis zur Auflösung der örtlichen jüdischen Gemeinde im Jahr 1907 Synagoge und diente danach unter anderem als Schulhaus, Bürgersaal und Kindergarten. Nach 1967 war es ein Mehrfamilienhaus mit Lagerräumen und Ställen. Das Gebäude wurde 2004 umfassend denkmalgerecht saniert und wird heute als Wohnhaus genutzt.

## Geschichte des Gotteshauses
Bereits 1769 wird davon berichtet, dass die jüdischen Bewohner von Rohrbach ein Haus für den Gottesdienst besaßen; auf den Fundamenten dieses Gebäudes wurde 1832 die neue Synagoge erbaut.
Nach den Plänen des Baumeisters Friedrich Wundt, der auch die Synagoge in Sinsheim und 1824/25 die evangelische Kirche in Rohrbach gebaut hatte, errichtete der Maurermeister Johannes Mittel den zweigeschossigen Rechteckbau mit Satteldach. Die Rundbogenfenster, vor allem auch die beiden dreiteiligen so genannten Thermenfenster in den beiden Giebeln, dazu Sandsteingewände und -gesimse sowie das geschossübergreifende vertiefte Putzfeld auf der Portalseite geben der Architektur des Gebäudes eine spätklassizistische Prägung. Der sich über zwei Stockwerkshöhen erstreckende Betsaal lag auf der Südseite des Gebäudes zum Hof hin, auf seiner Nordseite das von Brunnenmeister Anton Pfau ausgeführte rituelle Bad (Mikwe). Über ein Treppenhaus gelangte man in den ersten Stock, wo sich der Zugang zur Frauenempore und ein Schulraum befanden. Anfang September 1833 wurde die Synagoge feierlich eingeweiht. 1870 wurde sie grundlegend renoviert. 
Durch Ab- und Auswanderung verlor die jüdische Gemeinde in Rohrbach viele Mitglieder. Deshalb wurde sie schließlich aufgelöst, das Synagogengebäude kaufte am 6. März 1907 für 2.000 Mark die politische Gemeinde.

## Geschichte der profanen Nutzung
Die politische Gemeinde baute das Gebäude 1909 zu einem Gemeindehaus um. Die Thoranische wurde vermauert, die Mikwe entfernt, Mauern versetzt und eine Zwischendecke eingezogen. Das Obergeschoss nutzte man als Bürgersaal und Unterrichtsraum für die Konfirmanden. Während des Ersten Weltkriegs waren russische Kriegsgefangene im Gebäude einquartiert. Später diente der Raum im ersten Stock als Schulraum und Bürgersaal. Von 1936 bis nach 1945 war ein Kindergarten im Gebäude untergebracht. Damals wurden die einstmals geschossübergreifenden Fenster zur Hofseite hin unterteilt. 1967 kam das Gebäude in Privatbesitz. Im Gebäude wurden daraufhin mehrere kleine Wohnungen sowie Lagerräume und Ställe eingerichtet, aus dieser Zeit stammt das auf der Südseite eingebrochene große Stalltor.
1999 gab das Landesdenkmalamt ein bauhistorisches Kurzgutachten in Auftrag, später eine detaillierte Bauforschung an dem inzwischen seit längerer Zeit leerstehenden Gebäude. Im Jahr 2003 erwarb ein Restauratorenehepaar das renovierungsbedürftige Gebäude und baute es zum Einfamilienhaus um. Die meisten Veränderungen am Bau seit der Nutzung als Synagoge behielt man bei. Lediglich die Zwischendecke entfernte man wieder und baute eine moderne Galerie ein; dadurch entstand wieder ein großer lichtdurchfluteter Raum, der an den ehemaligen Betsaal der Synagoge erinnert. Im Inneren wurden einige alte Ausstattungsteile renoviert, darunter Dielenböden, Türen und Wandverkleidungen. 17 bauzeitliche Fenster erneuerte man unter Erhalt der alten Gläser. Die intensive Vorbereitung der Sanierung unter Heranziehung eines wissenschaftlichen Kolloquiums, die Begleitung der Baumaßnahmen und die umfangreiche Dokumentation gelten als denkmalpflegerisch musterhaft.